# ستان إيزاك
ستان إيزاك (بالإنجليزية: Stan Isaacs)‏ هو صحفي وكاتب العمود أمريكي، ولد في 22 أبريل 1929، وتوفي في 3 أبريل 2013.